# Itea coriacea
Itea coriacea là một loài thực vật có hoa trong họ Iteaceae. Loài này được Y.C. Wu miêu tả khoa học đầu tiên năm 1940.